# Für den Umweltschutz
Für den Umweltschutz (kurz: Umweltmarke) ist eine seit 1992 alle zwei Jahre erscheinende Zuschlagsmarke der Bundesrepublik Deutschland. Neben dem Portowert, der bisher immer für einen normalen Standardbrief innerhalb Deutschlands ausreichte, erfolgt ein Zuschlag zugunsten des Umweltschutzes. Zwischen 1992 und 2000 in Pfennig und seit der Euroeinführung in Eurocent.
Empfänger dieser Erlöse ist das Bundesministerium für Umwelt, Naturschutz und Reaktorsicherheit, das damit nationale und internationale Umweltschutzprojekte fördert. Bis 2010 sind so rund 6 Millionen Euro zusammengekommen.

## Liste der Marken
Legende
- Bild: Eine bearbeitete Abbildung der genannten Marke. Das Verhältnis der Größe der Briefmarken zueinander ist in diesem Artikel annähernd maßstabsgerecht dargestellt. Sollten keine Marken abgebildet sein, liegt es daran, dass das Urheberrecht des Künstlers noch nicht erloschen ist.
- Beschreibung: Eine Kurzbeschreibung des Motivs und/oder des Ausgabegrundes. Bei ausgegebenen Serien oder Blocks werden die zusammengehörigen Beschreibungen mit einer Markierung versehen eingerückt.
- Wert: Der Frankaturwert der einzelnen Marke in der im Tabellenkopf genannten Währungseinheit. Ein „+“ bedeutet, dass es sich um eine Zuschlagsmarke handelt (= Frankaturwert + Spende).
- Ausgabedatum: Das Datum des erstmaligen Verkaufs dieser Briefmarke.
- Auflage: Soweit bekannt, wird hier die zum Verkauf angebotene Anzahl dieser Ausgabe angegeben.
- Entwurf: Soweit bekannt, wird hier angegeben, von wem der Entwurf dieser Marke stammt.
- Mi.-Nr.: Diese Briefmarke wird im Michel-Katalog unter der entsprechenden Nummer gelistet.

| Umweltmarken (in Pfennig) |                                    |                  |                |                                            |                               |         |
| Bild                      | Beschreibung                       | Werte in Pfennig | Ausgabe- datum | Auflage                                    | Entwurf                       | Mi.-Nr. |
|                           | Rettet den tropischen Regenwald    | 100+50           | 11. Juni 1992  | 4.687.000 davon auf Ersttagsblatt: 350.000 | Sabine Wilhelm                | 1615    |
|                           | Grünes Herz in grünem Rahmen       | 100+50           | 16. Juni 1994  | 2.890.000 davon auf Ersttagsblatt: 296.000 | Heike Schmidt                 | 1737    |
|                           | Schützt die tropischen Lebensräume | 100+50           | 18. Juli 1996  | 3.170.000                                  | Ernst Jünger                  | 1867    |
|                           | Schützt die Küsten und Meere       | 110+50           | 7. Mai 1998    | 2.710.000                                  | Manfred Gottschall            | 1989    |
|                           | Der Boden lebt                     | 110+50           | 12. Mai 2000   | 2.210.000                                  | Peter Steiner, Regina Steiner | 2116    |

| Umweltmarken (in Euro) |                                              |                   |                    |                                 |                        |         |
| Bild                   | Beschreibung                                 | Werte in Eurocent | Ausgabe- datum     | Auflage                         | Entwurf                | Mi.-Nr. |
|                        | Internationales Jahr der Berge 2002          | 56+26             | 10. Januar 2002    | 2.130.000                       | Günter Gamroth         | 2231    |
|                        | Erneuerbare Energien im Aufwind              | 55+25             | 8. Januar 2004     | 1.790.000 davon 150.000 auf ETB | Klein und Neumann      | 2378    |
|                        | Klimaschutz geht alle an                     | 55+25             | 2. Januar 2006     | 1.440.000 davon 125.000 auf ETB | Johannes Graf          | 2508    |
|                        | Natur weltweit bewahren Eisbär Knut          | 55+25             | 10. April 2008     | 2.070.000 davon 95.000 auf ETB  | Kym Erdmann            | 2656    |
|                        | Meeresschutz Robben                          | 55+25             | 6. Mai 2010        | 1.107.000 davon 74.000 auf ETB  | Thomas Serres          | 2795    |
|                        | Abfall ist Rohstoff                          | 55+25             | 2. Mai 2012        | 877.500 davon 60.200 auf ETB    | Christoph Niemann      | 2932    |
|                        | Wasser ist Leben                             | 60+30             | 3. April 2014      | 2.140.200 davon 51.000 auf ETB  | Henning Wagenbreth     | 3067    |
|                        | Die Alpen – Vielfalt in Europa               | 70+30             | 2. Juni 2016       | 1.937.000 davon 42.000 auf ETB  | Henning Wagenbreth     | 3245    |
|                        | Biologische Vielfalt                         | 70+30             | 13. September 2018 | 1.693.900 davon 33.600 auf ETB  | Werner Hans Schmidt    | 3411    |
|                        | Umweltschutz ist Gesundheitsschutz           | 80+40             | 3. September 2020  | 1.655.100 davon 32.000 auf ETB  | Chris Campe            | 3561    |
|                        | Antarktis – Gemeinsam Einzigartiges schützen | 85+40             | 2. Juni 2022       | 1.789.600 davon 27.000 auf ETB  | Ernst und Lorli Jünger | 3689    |
|                        | Natürlicher Klimaschutz                      | 85+40             | 5. September 2024  | 835.500 davon 21.950 auf ETB    | Julia Warbanow         | 3850    |

| Ähnliche Marken mit Zuschlag | |                   |                 |                                |                    |         |
| Bild                         | Beschreibung                                                                                               | Werte in Eurocent | Ausgabe- datum  | Auflage                        | Entwurf            | Mi.-Nr. |
|                              | Hochwasserhilfe 2002 In ähnlicher Zeichnung 1998, herausgegeben. Siehe Michel-Nummer 1989                  | 56+44             | 30. August 2002 | 6.740.000                      | Manfred Gottschall | 2278    |
|                              | Hochwasserhilfe 2013 In ähnlicher Zeichnung 1998 und 2002 herausgegeben. Siehe Michel-Nummer 1989 und 2278 | 58+42             | 18. Juli 2013   | 8.000.000 davon 54.500 auf ETB | Manfred Gottschall | 3022    |

| Ähnliche Marken ohne Zuschlag | |                  |                  |            |                   |       |
| Bild                          | Beschreibung | Werte in Pfennig | Ausgabe- datum   | Auflage    | Entwurf           | MiNr. |
|                               | Umweltschutz: Blauer Engel - Abfall                                                                              | 25               | 5. Juni 1973     | 31.600.000 | Heinz Schillinger | 774   |
|                               | - Wasser | 30               | 5. Juni 1973     | 32.850.000 | Heinz Schillinger | 775   |
|                               | - Lärm | 40               | 5. Juni 1973     | 32.200.000 | Heinz Schillinger | 776   |
|                               | - Luft | 70               | 5. Juni 1973     | 21.600.000 | Heinz Schillinger | 777   |
|                               | Umweltschutz Schmetterling, Fisch und Zweig eines Baumes, zur Hälfte durch schädliche Umwelteinflüsse geschädigt | 60               | 12. Februar 1981 | 31.000.000 | Heinz Schillinger | 1087  |